# James Reid (baron Reid)
Pour les articles homonymes, voir James Reid et Reid.
James Scott Cumberland Reid (30 juillet 1890 - 29 mars 1975) est un homme politique et juge unioniste écossais. 

## Biographie
Il naît le 30 juillet 1890 à Drem, East Lothian fils de James Reid, solicitor of the Supreme Courts (SSC) et de son épouse, Kate Scott. Diplômé de l’Académie d'Édimbourg, il étudie ensuite le droit au Jesus College de Cambridge, où il obtient un BA en 1910 et un LLB en 1911. Il est admis comme avocat en 1914. Il sert dans le 8e bataillon Royal Scots pendant la Première Guerre mondiale et est détaché au Corps des mitrailleuses en 1916, servant en Mésopotamie et atteignant le grade de major. Il quitte l'armée en 1921. Il est nommé conseil du roi en 1932. 
Il est député de Stirling et Falkirk d'octobre 1931 jusqu'à sa défaite en novembre 1935 et de Glasgow Hillhead de juin 1937 à septembre 1948. 
Il est Solliciteur général pour l'Écosse de juin 1936 à juin 1941, et Lord Advocate de juin 1941 à juillet 1945, et est nommé conseiller privé en 1941. À partir de 1941, il est titré Lord Reid. 
De 1945 à 1948, il est doyen de la Faculté des avocats. En 1948, il devient Lord of Appeal in Ordinary et pair à vie en tant que baron Reid, de Drem dans l'East Lothian. Il siège comme Lord of Appeal in Ordinary jusqu'en 1975. Il est l'une des rares personnes à avoir été nommé Lord juridique directement du barreau, sans aucune expérience judiciaire. 
Reid est nommé Compagnon d'honneur en 1967. 
En 1933, il épousa Esther Mary Brierley (née Nelson), veuve. Ils n'ont pas d'enfants. Il meurt à Londres le 29 mars 1975.